# Марин, Хосе Эсколастико
Хосе Эсколастико Марин (исп. José Escolástico Marín, ? — 11 ноября 1846) — сальвадорский политик, дважды стоявший во главе страны в эпоху политических катаклизмов в Центральной Америке.

## Биография
Уроженец города Сан-Висенте. Впервые возглавил Сальвадор с 1 февраля по 12 апреля 1842 года; за этот период успел осуществить некоторые изменения в административно-территориальном делении страны.
Во второй раз встал во главе страны 19 июля того же года, и пробыл на этом посту до 26 сентября.
Был убит в 1846 году, воюя против президента Эухенио Агилара.